# Canton de Rennes-IX
Le canton de Rennes-IX est un ancien canton français situé dans le département d'Ille-et-Vilaine et la région Bretagne.

## Histoire
Le canton est créé par décret du 23 juillet 1973 par réorganisation des quatre cantons de Rennes en dix cantons.
Il est supprimé par le décret du 16 janvier 1985 le renommant en « canton de Rennes-Centre-Sud ».

## Composition
Le canton de Rennes-IX comprenait la portion de territoire de la ville de Rennes déterminée par l'axe des voies ci-après : Sud des terrains d'emprise de la S. N. C. F. sur la ligne Brest—Paris, rue Saint-Hélier, rue Adolphe-Leray, boulevard Oscar-Leroux, avenue de Crimée, boulevard Georges-Clemenceau, limites de la commune de Saint-Jacques-de-la-Lande et rue de Nantes.

## Représentation
| Période | Période | Identité      | Étiquette | Qualité                                                                                    |
| ------- | ------- | ------------- | --------- | ------------------------------------------------------------------------------------------ |
| 1973    | 1976    | Henri Garnier | CD        | avocat                                                                                     |
| 1976    | 1985    | Albert Renouf | PS        | Conseiller municipal de Rennes (1977-1995) Elu en 1985 dans le Canton de Rennes-Centre-Sud |